# مقاطعة جيفيرسون (نيويورك)
مقاطعة جيفيرسون (بالإنجليزية: Jefferson County)‏ هي إحدى المقاطعات في ولاية نيويورك في الولايات المتحدة الأمريكية.

## أعلام
- جايلز الكسندر سميث
- أنطوانيت ستيرلينغ
- جين إس. ريتشاردز
- تشارلز بوهلين